# Giáo phận Helsinki
Giáo phận Helsinki là một giáo phận của Hội Thánh Tin Lành Lutheran Phần Lan và là trụ sở của Giám mục Helsinki. Ngai tòa của giám mục giáo phận đặt tại Nhà thờ chính tòa Helsinki.
Giáo phận được thành lập vào năm 1959 bằng cách chia giáo phận Tampere. Giáo phận này chỉ bao gồm 1% lãnh thổ của đất nước, nhưng có 10% dân số. Giáo phận gồm 39 giáo xứ. Nó được phân chia một lần nữa vào năm 2002, khi phần phía tây đã trở thành Giáo phận Espoo. Giám mục hiện tại của giáo phận Helsinki là Teemu Laajasalo.